# Världscupen i nordisk kombination
Världscupen i nordisk kombination arrangeras av det internationella skidsportförbundet FIS. Världscupen i nordisk kombination arrangeras varje säsong, och hade premiär säsongen 1983/1984. Varje säsong hålls ett antal deltävlingar på olika platser runtom i världen, och de bäst placerade får poäng. Då säsongen är slut har den som fått mest poäng vunnit. Säsongerna 2000/2001-2007/2008 anordnades även en sprintvärldscup.
Länge fanns bara herrtävlingar. I oktober 2015 beslutade dock FIS att starta en så kallad kontinentalcup för damer från säsongen 2017/2018. Säsongen 2020–2021 infördes Världscupen även för damer.

## Slutsegrare

### Totalt (Gundersen + sprint)

#### Herrar
| Säsong    | Etta                           | Tvåa                           | Trea                           |
| 1983/1984 | Tom Sandberg, Norge            | Uwe Dotzauer, Östtyskland      | Geir Andersen, Norge           |
| 1984/1985 | Geir Andersen, Norge           | Hermann Weinbuch, Västtyskland | Hubert Schwarz, Västtyskland   |
| 1985/1986 | Hermann Weinbuch, Västtyskland | Thomas Müller, Västtyskland    | Geir Andersen, Norge           |
| 1986/1987 | Torbjørn Løkken, Norge         | Hermann Weinbuch, Västtyskland | Hippolyt Kempf, Schweiz        |
| 1987/1988 | Klaus Sulzenbacher, Österrike  | Torbjørn Løkken, Norge         | Andreas Schaad, Schweiz        |
| 1988/1989 | Trond-Arne Bredesen, Norge     | Klaus Sulzenbacher, Österrike  | Hippolyt Kempf, Schweiz        |
| 1989/1990 | Klaus Sulzenbacher, Österrike  | Allar Levandi, Sovjetunionen   | Knut Tore Apeland, Norge       |
| 1990/1991 | Fred Børre Lundberg, Norge     | Klaus Sulzenbacher, Österrike  | Trond-Einar Elden, Norge       |
| 1991/1992 | Fabrice Guy, Frankrike         | Klaus Sulzenbacher, Österrike  | Fred Børre Lundberg, Norge     |
| 1992/1993 | Kenji Ogiwara, Japan           | Fred Børre Lundberg, Norge     | Takanori Kono, Japan           |
| 1993/1994 | Kenji Ogiwara, Japan           | Takanori Kono, Japan           | Fred Børre Lundberg, Norge     |
| 1994/1995 | Kenji Ogiwara, Japan           | Bjarte Engen Vik, Norge        | Knut Tore Apeland, Norge       |
| 1995/1996 | Knut Tore Apeland, Norge       | Kenji Ogiwara, Japan           | Jari Mantila, Finland          |
| 1996/1997 | Samppa Lajunen, Finland        | Jari Mantila, Finland          | Bjarte Engen Vik, Norge        |
| 1997/1998 | Bjarte Engen Vik, Norge        | Mario Stecher, Österrike       | Felix Gottwald, Österrike      |
| 1998/1999 | Bjarte Engen Vik, Norge        | Hannu Manninen, Finland        | Ladislav Rygl, Tjeckien        |
| 1999/2000 | Samppa Lajunen, Finland        | Bjarte Engen Vik, Norge        | Ladislav Rygl, Tjeckien        |
| 2000/2001 | Felix Gottwald, Österrike      | Ronny Ackermann, Tyskland      | Bjarte Engen Vik, Norge        |
| 2001/2002 | Ronny Ackermann, Tyskland      | Felix Gottwald, Österrike      | Samppa Lajunen, Finland        |
| 2002/2003 | Ronny Ackermann, Tyskland      | Felix Gottwald, Österrike      | Björn Kircheisen, Tyskland     |
| 2003/2004 | Hannu Manninen, Finland        | Ronny Ackermann, Tyskland      | Samppa Lajunen, Finland        |
| 2004/2005 | Hannu Manninen, Finland        | Ronny Ackermann, Tyskland      | Felix Gottwald, Österrike      |
| 2005/2006 | Hannu Manninen, Finland        | Magnus Moan, Norge             | Björn Kircheisen, Tyskland     |
| 2006/2007 | Hannu Manninen, Finland        | Magnus Moan, Norge             | Jason Lamy-Chappuis, Frankrike |
| 2007/2008 | Ronny Ackermann, Tyskland      | Petter Tande, Norge            | Bill Demong, USA               |
| 2008/2009 | Anssi Koivuranta, Finland      | Magnus Moan, Norge             | Bill Demong, USA               |
| 2009/2010 | Jason Lamy-Chappuis, Frankrike | Felix Gottwald, Österrike      | Magnus Moan, Norge             |
| 2010/2011 | Jason Lamy-Chappuis, Frankrike | Mikko Kokslien, Norge          | Felix Gottwald, Österrike      |
| 2011/2012 | Jason Lamy-Chappuis, Frankrike | Akito Watabe, Japan            | Mikko Kokslien, Norge          |
| 2012/2013 | Eric Frenzel, Tyskland         | Jason Lamy-Chappuis, Frankrike | Akito Watabe, Japan            |
| 2013/2014 | Eric Frenzel, Tyskland         | Johannes Rydzek, Tyskland      | Akito Watabe, Japan            |
| 2014/2015 | Eric Frenzel, Tyskland         | Akito Watabe, Japan            | Johannes Rydzek, Tyskland      |
| 2015/2016 | Eric Frenzel, Tyskland         | Akito Watabe, Japan            | Fabian Rießle, Tyskland        |
| 2016/2017 | Eric Frenzel, Tyskland         | Johannes Rydzek, Tyskland      | Akito Watabe, Japan            |
| 2017/2018 | Akito Watabe, Japan            | Jan Schmid, Norge              | Fabian Rießle, Tyskland        |
| 2018/2019 | Jarl Magnus Riiber, Norge      | Akito Watabe, Japan            | Franz-Josef Rehrl, Österrike   |
| 2019/2020 | Jarl Magnus Riiber, Norge      | Jørgen Graabak, Norge          | Vinzenz Geiger, Tyskland       |
| 2020/2021 | Jarl Magnus Riiber, Norge      | Vinzenz Geiger, Tyskland       | Akito Watabe, Japan            |

#### Damer
| Säsong    | Etta                     | Tvåa                        | Trea                 |
| 2020/2021 | Tara Geraghty-Moats, USA | Gyda Westvold Hansen, Norge | Anju Nakamura, Japan |

### Sprintvärldscupen
| Säsong    | Etta                           | Tvåa                           | Trea                       |
| 2000/2001 | Felix Gottwald, Österrike      | Ronny Ackermann, Tyskland      | Kristian Hammer, Norge     |
| 2001/2002 | Ronny Ackermann, Tyskland      | Samppa Lajunen, Finland        | Felix Gottwald, Österrike  |
| 2002/2003 | Ronny Ackermann, Tyskland      | Felix Gottwald, Österrike      | Björn Kircheisen, Tyskland |
| 2003/2004 | Hannu Manninen, Finland        | Samppa Lajunen, Finland        | Ronny Ackermann, Tyskland  |
| 2004/2005 | Hannu Manninen, Finland        | Ronny Ackermann, Tyskland      | Todd Lodwick, USA          |
| 2005/2006 | Hannu Manninen, Finland        | Magnus Moan, Norge             | Björn Kircheisen, Tyskland |
| 2006/2007 | Jason Lamy-Chappuis, Frankrike | Magnus Moan, Norge             | Felix Gottwald, Österrike  |
| 2007/2008 | Ronny Ackermann, Tyskland      | Jason Lamy-Chappuis, Frankrike | Bill Demong, Österrike     |

### Fotnoter
1. ↑  ”FIS Planlegger Kombinertcup for Kvinner” (på norska). Sporten. 9 oktober 2015. Arkiverad från originalet den 4 november 2016. https://web.archive.org/web/20161104164752/http://www.sporten.com/nyhet/fis-planlegger-kombinertcup-for-kvinner. Läst 17 januari 2016.
2. ↑  ”Nordic Combined Updates” (på engelska). FIS. 7 oktober 2015. Arkiverad från originalet den 13 oktober 2015. https://web.archive.org/web/20151013003538/http://www.fis-ski.com/news-multimedia/news/article=nordic-combined-72979.html. Läst 17 januari 2016.